# Laccobiini

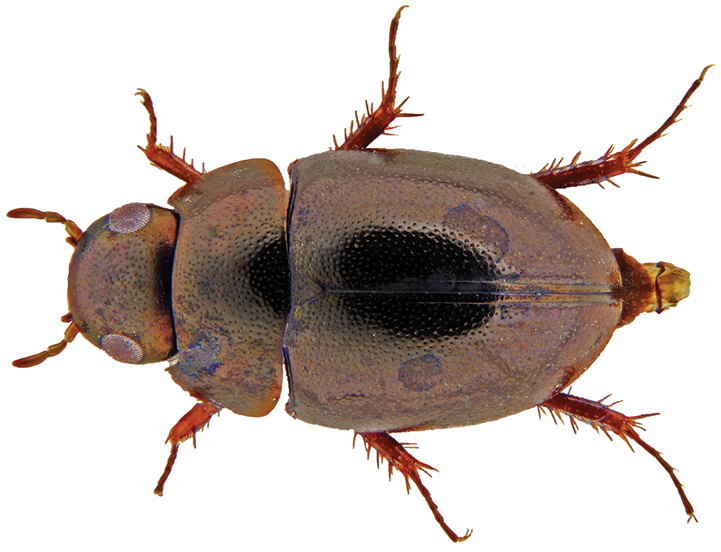
Paracymus amplus

Laccobiini – plemię chrząszczy z rodziny kałużnicowatych i podrodziny Hydrophilinae. Kosmopolityczne. Obejmuje około 500 opisanych gatunków.

## Morfologia
Chrząszcze o słabo lub umiarkowanie wysklepionym ciele, z nielicznymi wyjątkami długości nieprzekraczającej 5 mm, z wierzchu ubarwione całkowicie czarno lub żółtawo z ciemnym, często miejscami metalicznym wzorem.
Głowa zaopatrzona jest w dobrze zesklerotyzowaną i w dużej części odsłoniętą wargę górną. Czułki buduje od siedmiu do dziewięciu członów. Głaszczki szczękowe są krótkie, krótsze niż szerokość głowy, o wszystkich członach zakrzywionych do wewnątrz.
Przedplecze jest wyraźnie szersze niż dłuższe. Tarczka jest dobrze widoczna, z tyłu zaostrzona. Pokrywy mogą mieć punkty rzędowe lub nie, ale zawsze pozbawione są rządków przytarczkowych. Z wyjątkiem rodzajów Tormus i Afrotormus podgięcia pokryw mają owłosioną część wewnętrzną oddzieloną od nagiej części zewnętrznej szeregiem małych, łukowatych wcisków. Krawędzie pokryw zwykle są niepiłkowane, delikatnie piłkowane tylko u niektórych kaługowców, nigdy nie są piłkowane szeroko. Przeciętnej długości przedpiersie jest pośrodku dachowato sklepione lub wyniesione w podłużne żeberko. Szwy anapleuralne śródtułowia są wyraźnie wykształcone. Przód śródpiersia jest zwężony, a środek sklepiony w wyrostek lub wyniosłość. Odnóża mają golenie pozbawione włosków pływnych. Stopy wszystkich par są pięcioczłonowe, a te przedniej pary u samców części gatunków są rozszerzone.
Na spodzie odwłoka widocznych jest pięć lub sześć sternitów, z których piąty ma niemal zawsze tylną krawędź całobrzegą, jedynie u niektórych przedstawicieli rodzaju Paracymus z wykrojeniem. Z wyjątkiem niektórych przedstawicieli rodzaju Paracymus pod pokrywami na trzecim laterosternicie obecne są elementy aparatu strydulacyjnego zorganizowane w listewki.

## Ekologia i występowanie
Większość przedstawicieli plemienia to chrząszcze wodne, ląd wykorzystujące tylko w stadium poczwarki. Dominują wśród nich gatunki zamieszkujące wody płynące, zwłaszcza związane z potokami i strumieniami. Mniej liczne są gatunki zamieszkujące wody stojące, głównie z rodzaju Paracymus. Istotną grupę stanowią gatunki higropetryczne, zasiedlające mokre skały – cztery rodzaje wyspecjalizowane są wręcz w tym habitacie, aczkolwiek ich przedstawiciele znajdywani są też w wysiękach, źródliskach i bliskich źródłom odcinkach strumieni. Wreszcie Tormus i Afrotormus to chrząszcze lądowe, bytujące w płatach mchu, wilgotnej ściółce i pod kamieniami.
Plemię kosmopolityczne. W Polsce plemię reprezentuje 13 gatunków z rodzaju kaługowiec i jeden z rodzaju Paracymus (zobacz: kałużnicowate Polski).

## Taksonomia i ewolucja
Takson ten wprowadzony został w 1922 roku przez Constanta Vincenta Houlberta w obecnej randze. We wprowadzonym w 1991 roku na podstawie wyników morfologicznej analizy filogenetycznej systemie Michaela Hansena plemię to pojawiło się pod nową nazwą Oocyclini jako obejmujące sześć rodzajów. Na przełomie wieków XX i XXI opisano w jego obrębie trzy nowe rodzaje, a w 2010 jeden z rodzajów zsynonimizowano. Rewizji systematyki kałużnicowatych dokonali w 2013 roku Andrew E.Z. Short i Martin Fikáček na podstawie obszernej analizy molekularnej. Do omawianego plemienia przenieśli jeszcze dwa rodzaje z plemienia Tormissini i jeden z Anacaenini.
Do plemienia należy około 500 opisanych gatunków, sklasyfikowanych w 11 rodzajach:
- Afrotormus Hansen, 1999
- Arabhydrus Hebauer, 1997
- Hydrophilomima Hansen & Schödl, 1997
- Laccobius Erichson, 1837 – kaługowiec
- Oocyclus Sharp, 1882
- Ophthalmocyclus Komárek, 2003
- Paracymus Thomson, 1867
- Pelthydrus d'Orchymont, 1919
- Scoliopsis d'Orchymont, 1919
- Tormus Sharp, 1884
- Tritonus Mulsant, 1844

W analizie Andrew E.Z. Shorta i Martina Fikáčka z 2013 roku monofiletyzm plemienia nie został potwierdzony. Potwierdziły go jednak późniejsze, obejmujące szersze spektrum gatunków analizy filogenetyczne Emmanuela F.A. Toussainta, Martina Fikáčka i Andrew E.Z. Shorta z 2016 roku  oraz Emmanuela F.A. Toussainta i Andrew E.Z. Shorta z 2018 roku. W wynikach wszystkich trzech analiz plemię dzieli się na dwa wyraźne klady. Mniejszy, określany jako grupa Paracymus, obejmuje rodzaje Scoliopsis, Tritonus, Afrotormus, Tormus i Paracymus, natomiast większy, określany jako grupa Laccobius, obejmuje pozostałe rodzaje.